# Аль-Халдия (футбольный клуб)
Спортивный клуб «Аль-Халдия» (араб. الخالدية‎) — профессиональный футбольный клуб, базирующийся в Хамад-Тауне, Бахрейн. Основанный в 2020 году, клуб быстро добился успеха и сейчас выступает в Премьер-лиге Бахрейна, высшей футбольной лиге страны. Домашние матчи команда проводит на Национальном стадионе Бахрейна, вместимостью 35,580 зрителей. Название «Аль-Халдия» переводится как «вечность», что символизирует устремления клуба.

## История
Клуб «Аль-Халдия» был официально основан 27 октября 2020 года и начал своё участие во Втором дивизионе Бахрейна. В первом сезоне команда заняла второе место, одержав 12 побед, 5 раз сыграв вничью и потерпев всего одно поражение, что позволило ей выйти в Премьер-лигу Бахрейна.
В своём дебютном розыгрыше Кубка Короля команда одержала победу со счётом 6:1 над СК «Бахрейн» в квалификационном раунде, но затем проиграла 0:1 клубу «Аль-Риффа» в 1/8 финала.

### Сезон 2021/22
Первый сезон клуба в Премьер-лиге Бахрейна, 2021—2022 годов, стал знаковым. «Аль-Халдия» усилилась несколькими известными игроками, включая 7 футболистов национальной сборной Бахрейна. Хорватский тренер, победитель Лиги чемпионов АФК Драган Талайич, подписал контракт с клубом, и команда мгновенно стала одним из сильнейших коллективов в Бахрейне.
29 декабря 2021 года «Аль-Халдия» впервые вышла в полуфинал Кубка Короля Бахрейна, а 10 февраля 2022 года пробилась в финал. 5 марта 2022 года «Аль-Халдия» завоевала свой первый трофей, выиграв Кубок Короля Бахрейна, обыграв ФК «Ист Риффа» со счётом 1:0.